# Liste de refuges des Alpes
Les refuges listés ici sont des refuges de montagne, à vocation initiale de tourisme montagnard, en partie gérés par le Club alpin français en France, le Club alpin suisse en Suisse et le Club alpin italien en Italie.

## Autriche
Refuge Adolf-Pichler - Refuge du Birgitzköpfl - Elferhütte - Greizer Hütte - Refuge Hermann-von-Barth - Karwendelhaus - Kaufbeurer Haus - Lamsenjochhütte - Refuge de Landsberg - Mutterer Alm - Nockhof - Padasterjochhaus - Refuge du Plumsjoch - Purtschellerhaus - Solsteinhaus

## France

### Alpes-de-Haute-Provence
Refuge du lac d'Allos - Refuge de l'Estrop - Refuge de Chambeyron - Refuge de Maljasset

### Hautes-Alpes

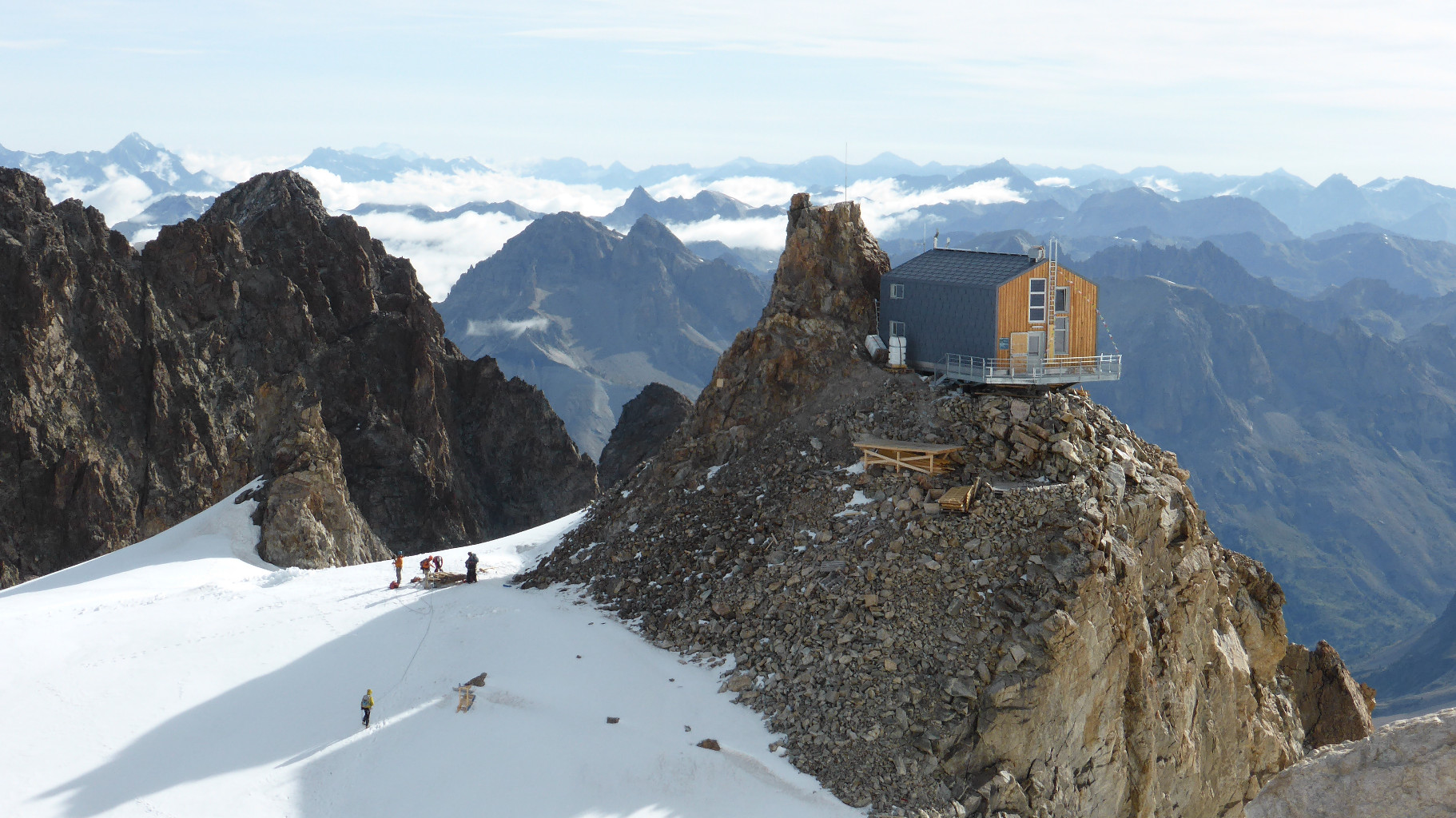
Vue du refuge de l'Aigle après sa reconstruction en 2014.

Refuge Laval - Refuge Buffère - Refuge de l'Aigle - Refuge de l'Alpe de Villar-d'Arêne - Refuge du Pavé - Refuge du Sélé - Refuge du Pelvoux - Refuge des Écrins - Refuge du Glacier Blanc - Refuge des Bans - Refuge de Vallonpierre - Refuge de Chalance - Refuge de Chabournéou - Refuge du Pré de la Chaumette - Refuge du Viso - Refuge des Souffles - Refuge du Pigeonnier - Refuge de l'Olan - Refuge du clot Xavier Blanc - Refuge Adèle Planchard - Refuge de la Blanche - Refuge Agnel - Refuge des Fonds de Cervières - Refuge Evariste Chancel - Refuge Tourond - Refuge Ricou - Refuge du Goléon - Refuge du Chardonnet - Refuge de Chamoissière

### Alpes-Maritimes
Refuge des Merveilles - Refuge de Valmasque - Refuge de la Cougourde - Refuge de la Madone de Fenestre - Refuge de Fontanalbe - Refuge de Nice - Refuge de Vens - Refuge de Rabuons - Refuge de Longon - Refuge de Gialorgues

### Drôme
Refuge d'Ambel - Refuge Gardiol

### Isère

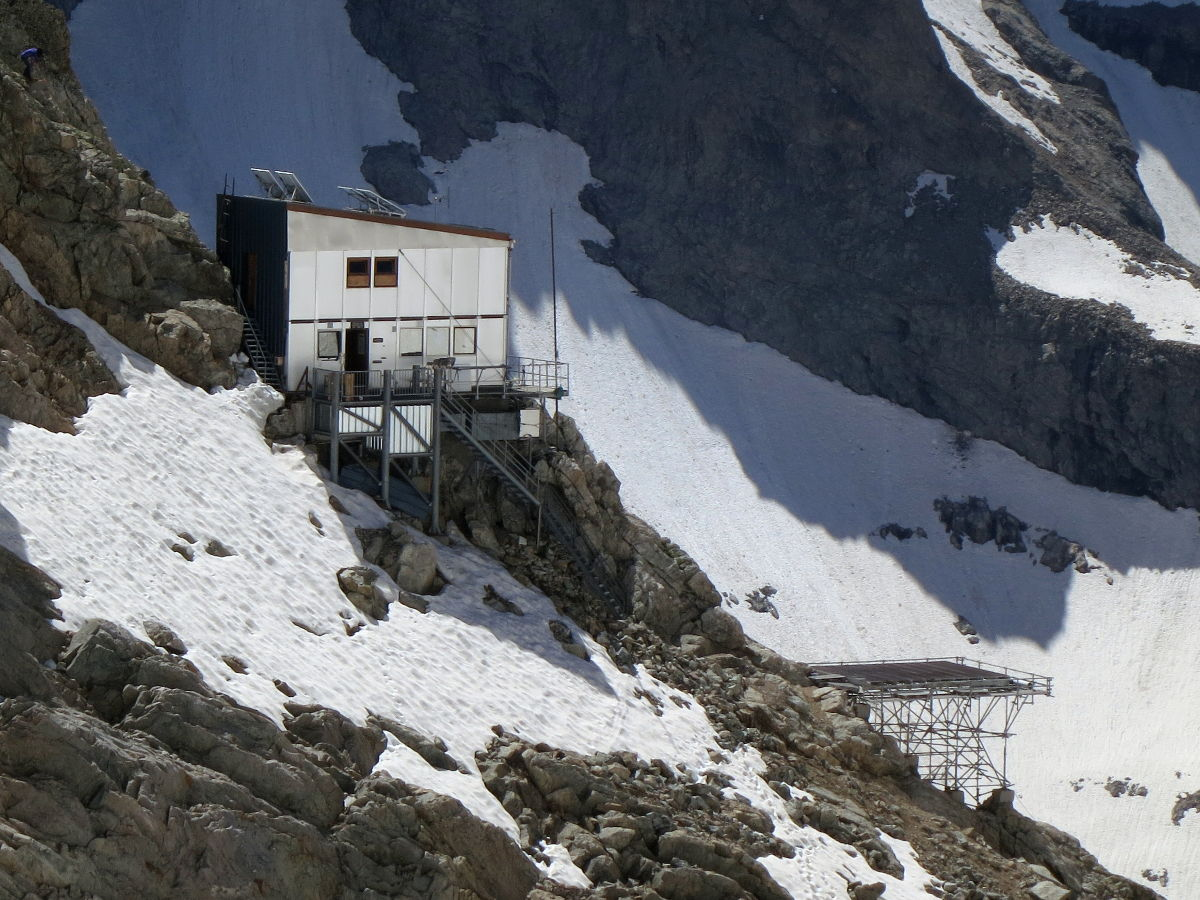
Le refuge du Promontoire.

Refuge des Clots - Refuge du Promontoire - Refuge des Allières  - Refuge de la Selle - Refuge du Soreiller - Refuge de la Pilatte - Refuge Temple-Ecrins - Refuge de Font Turbat - Refuge de l'Alpe du Pin - Refuge de la Muzelle - Refuge du Châtelleret - Refuge de la Lavey - Refuge de la Pra - Refuge du Rif Tord - Refuge des Mouterres - Refuge du Carrelet

### Savoie
Refuge des Aiguilles d'Arves - Refuge de l'Aiguille Doran - Refuge d'Ambin - Refuge de l'Archeboc - Refuge de l'Arpont - Refuge d'Avérole - Refuge de la Balme - Refuge des Barmettes - Refuge Robert-Blanc - Refuge chalet de Bonneval-sur-Arc - Refuge de Bramanette - Refuge du Carro - Refuge du Col du Palet - Refuge du Col de la Vanoise - Refuge de la Croix du Bonhomme - Refuge du Cuchet - Refuge de la Croix de Pierre - Refuge de la Dent Parrachée - Refuge d'Entre-Deux-Eaux - Refuge Entre le Lac - Refuge de l'Étendard - Refuge des Évettes - Refuge de la Femma - Refuge du Fond d'Aussois - Refuge du Fond des Fours - Refuge du Grand Bec - Refuge des Lacs Merlet - Refuge du Lac-Blanc - Refuge du Lac du Lou - Refuge de la Fournache - Refuge de Laisonnay - Refuge de la Tourna - Refuge de la Traye - Refuge de Lavis-Trafford - Refuge de la Leisse - Refuge les Glières - Refuge Le Monal - Refuge Le Montana - Refuge de La Martin - Refuge du Mont Jovet - Refuge du Mont-Pourri - Refuge du Mont-Thabor - Refuge de l'Orgère - Refuge de Peclet-Polset - Refuge du Petit Mont-Cenis - Refuge de Plaisance - Refuge du Plan des Gouiles - Refuge du Plan de la Lai - Refuge du Plan du Lac - Refuge de Plan Sec - Refuge de la Porte du Bois - Refuge du Prariond - Refuge de Presset - Refuge du Roc de la Pêche - Refuge Le Repoju - Refuge de Rosuel - Refuge du Ruitor - Refuge du Saut - Refuge Le Suffet - Refuge de Turia - Refuge de la Valette - Refuge de Vallonbrun - Refuge de Grand Plan - Refuge du Logis des Fées - Refuge du Nant du Beurre

### Haute-Savoie

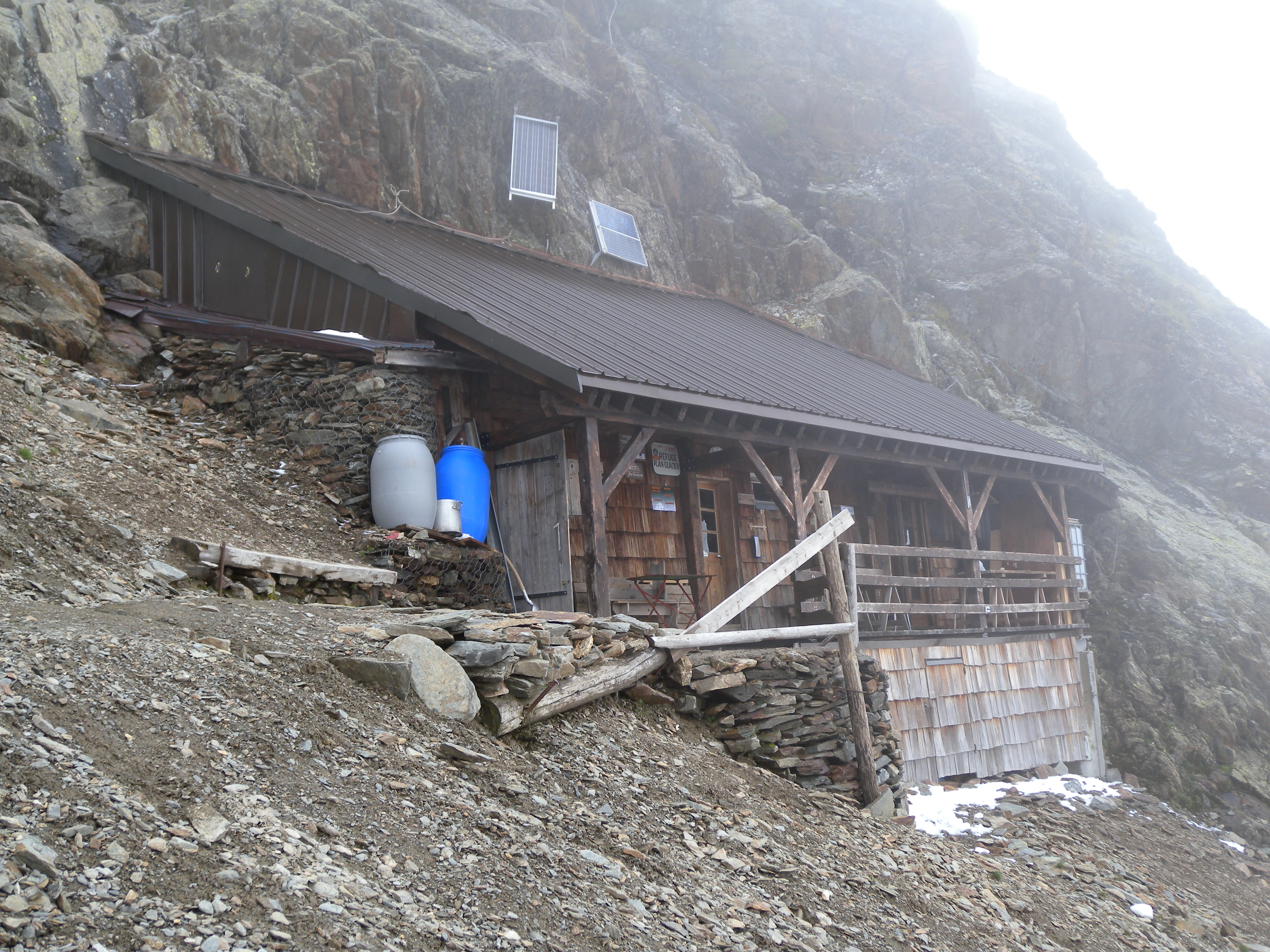
Le refuge de Plan Glacier.

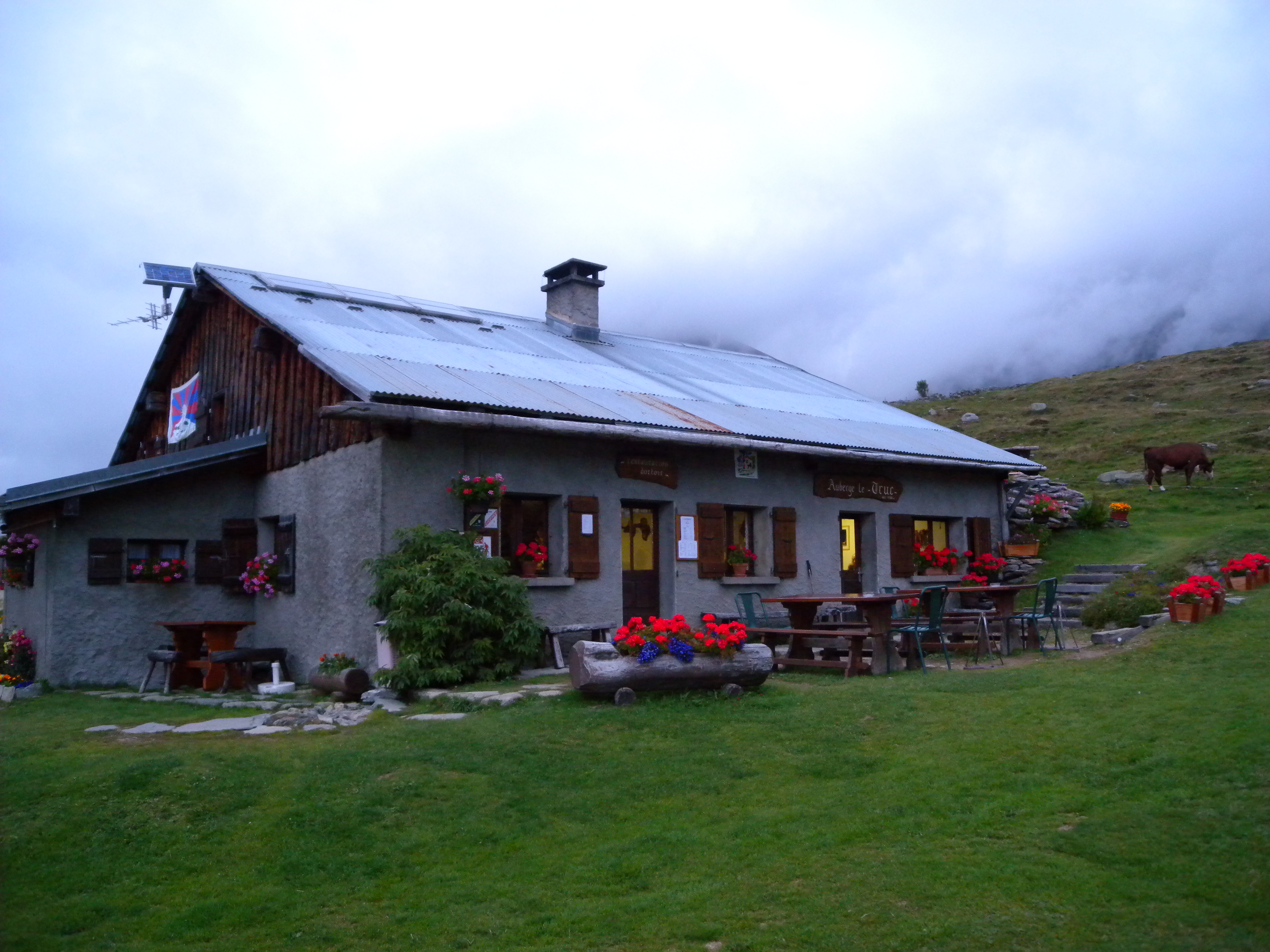
Le refuge du Truc.

Refuge Albert-Ier - Refuge Vallot - Refuge d'Argentière - Refuge de Tête-Rousse - Refuge des Cosmiques - Refuge du Goûter - Refuge du Nid-d'Aigle - Refuge Alfred Wills - Refuge du Lac-Blanc - Refuge de la Balme - Chalet alpin du Tour - Refuge de Bise - Refuge du Col de la Balme - Refuge des Conscrits - Refuge du Couvercle - Refuge de la Dent d'Oche - Refuge Durier - Refuge de l'Envers des Aiguilles - Refuge des Grands Mulets - Refuge de Leschaux - Refuge du Parmelan - Refuge du Plan de l'Aiguille - Refuge de Plan Glacier - Refuge de Platé - Refuge de la Pointe Percée – Gramusset - Refuge du Requin - Abri Simond - Refuge de Tré-la-Tête - Refuge du Truc - Refuge de Véran - Refuge du Folly - Refuge de la Vogealle - Refuge de la Charpoua - Refuge du Nant-Borrant - Refuge du Mont Joly - Refuge la Ferme du Danay - Refuge de Sales

### Var
Bergerie des Quatre Termes

### Vaucluse
Jasse du Gros Collet

## Italie

### Lombardie
Refuge Antonio Curò - Refuge Arnaldo Bogani - Refuge Barbellino - Refuge Carate Brianza - Refuge Gualtiero Laeng - Refuges Marco et Rosa - Refuge Marinelli Bombardieri

### Piémont
Refuge Vallanta - Refuge Campo Base - Cabane Reine-Marguerite - Refuge Guy Rey

### Trentin-Haut-Adige
Refuge Antonio Locatelli - Refuge Bolzano - Refuge Fanes

### Vallée d'Aoste
Refuge Victor-Emmanuel II - Refuge Arbolle - Refuge Ville de Mantoue - Refuge Quintino Sella - Refuge Quintino Sella au Félik - Cabane Reine Marguerite - Cabane Giovanni Gnifetti - Refuge Alpenzu - Refuge Guides d'Ayas - Refuge Ottorino Mezzalama - Refuge Grand Tournalin - Refuge Aoste - Refuge Prarayer - Refuge Nacamuli au Col Collon - Refuge Crête Sèche - Refuge Barbustel - Refuge Dondénaz - Refuge Victor Sella - Refuge Sogno de Berdzé au Péradza - Refuge Walter Bonatti - Refuge Georges Bertone - Refuge Elena - Refuge Mont-Blanc - Refuge Torino - Refuge Albert Deffeyes - Refuge-oratoire de Cunéy - Refuge Jean-Frédéric Benevolo - Refuge chalet de l'Épée - Refuge Frédéric Chabod - Refuge Guides du Cervin - Refuge Jean-Antoine Carrel - Refuge Duc des Abruzzes à l'Oriondé - Refuge du Théodule - Refuge Barmasse - Refuge des Anges au Morion - Orestes Hütte - Refuge du Mont-Fallère - refuge Élisabeth

### Vénétie
Refuge Auronzo

## Slovénie
Češka koča - Cojzova koča - Refuge du Col kamnique - Frischaufov dom - Klemenča jama - Kocbekov dom - Kranjska koča

## Suisse
Le Club alpin suisse possède et exploite 152 cabanes (Hütte en allemand, capanna en italien) dans les Alpes suisses. D'autres cabanes appartiennent à des associations privées.

### Berne

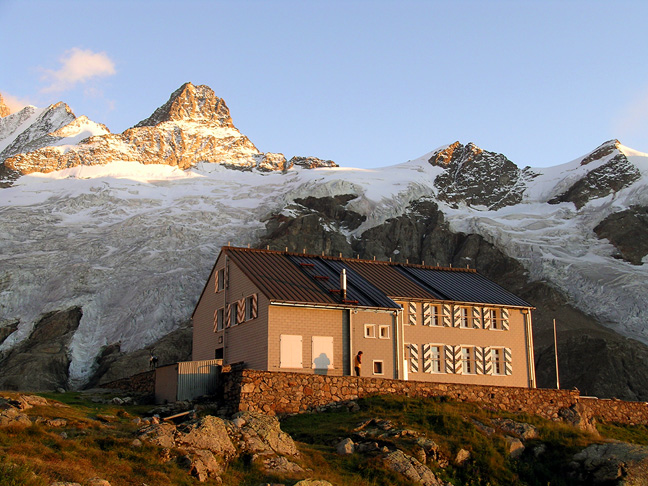
La Glecksteinhütte

- Grubenberghütte - Geltenhütte - Wildhornhütte - Fromatthütte - Wildstubelhütte - Fluhseehütte - Lohnerhütte  - Berghotel - Schwarenbach - Balmhornhütte - Doldenhornhütte - Fründenhütte - Blümlisalphütte - Gspaltenhornhütte - Mutthornhütte - Slus-Lobhorn - Schmadrihütte - Rottalhütte - Silberhornhütte - Guggihütte -  Mittellegihütte - Berghütte Männdlenen - Schreckhornhütte - Glecksteinhütte - Oberaarjochhütte - Aarbiwak - Lauteraarhütte - Bächlitalhütte - Gruebenhütte - Gaulihütte - Dossenhütte - Rosenlauibiwak - Brochhütte - Engelhornhütte - Mittellegihütte
- Gelmerhütte - Trifthütte - Windegghütte - Tierberglihütte - Tällihütte
- Hohganthütte

### Grisons
- Adula Capanna - Capanna Adula - Rifugio Al Legn - Capanna da l'Albigna - Capanna Alpe Arena - Cabane de Boval - Refuge Diavolezza - Cabane de Tschierva

### Valais

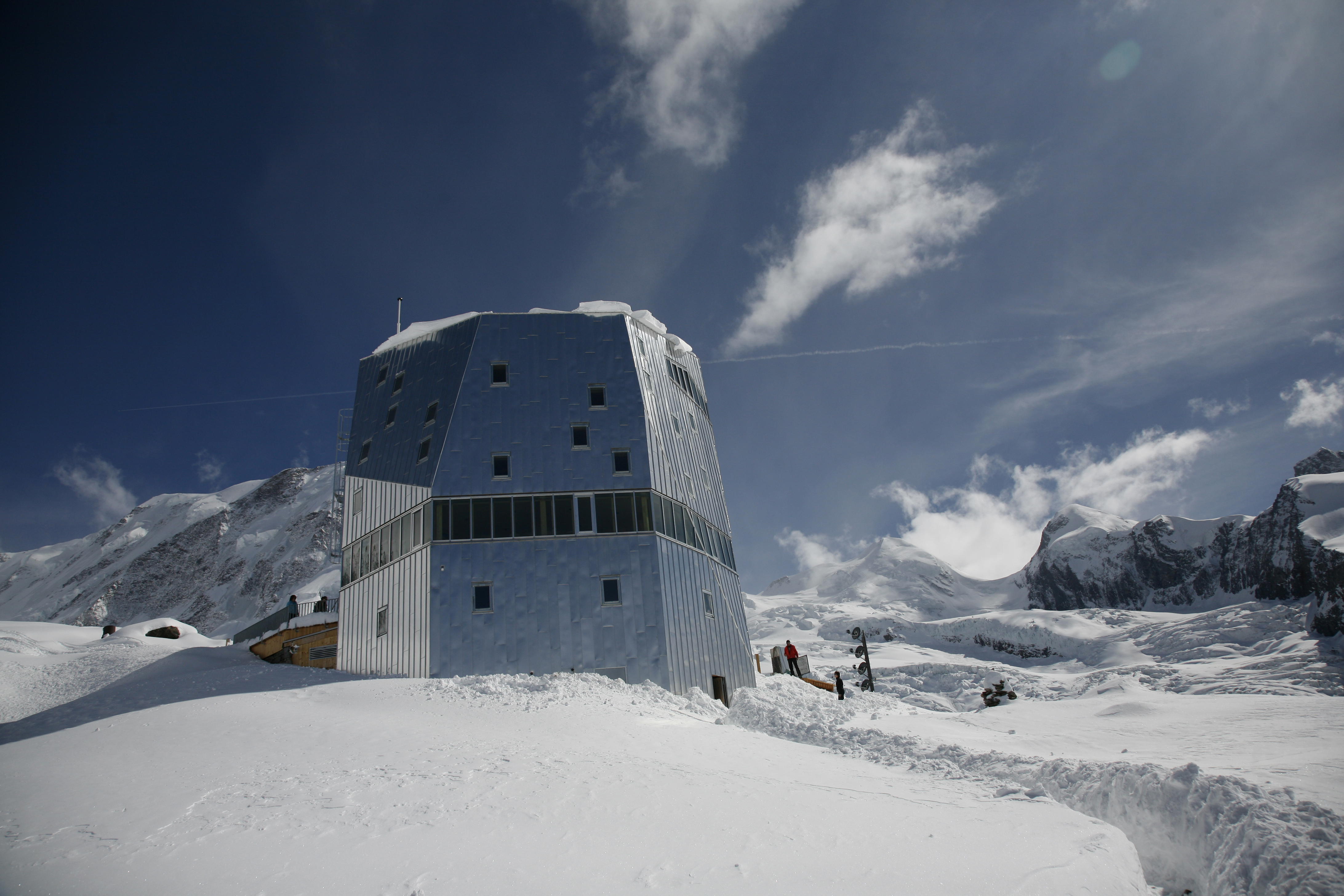
La cabane du Mont Rose, dans les Alpes valaisannes (Suisse)

- Cabane de Susanfe - Refuge de Chalin - Refuge des Dents du Midi - Auberge du Salanfe
- Cabane du Demècre - Cabane du Sorniot - Cabane du Fenestral - Cabane Rambert - Cabane de Tsanfleuron - Cabane de Audannes - Cabane de Viollettes - Lämmerenhütte - Lötschenpasshütte - Bietschhornehütte - Baltschiederklause - Stockhornbiwak - Wiwannihütte - Anenhütte Peter Tscherrig - Hollandiahütte - Oberaletschhütten - Mittelaletschbiwak - Mönchsjochhütte - Berglihütte - Konkordiahütte - Burghütte - Finsteraarhornhütte - Oberaarjochhütte - Berghotel Grimselblick
- Cabane du Trient - Cabane d'Orny - Cabane de Saleinaz - Cabane de l'A Neuve - Bivouac du Dolent-La Maye
- Cabane du Vélan - Cabane du Valsorey - Cabane du Mont-Fort - Cabane de Prafleuri - Cabane de Chanrion - Bivouac de l’Aiguillette à la Singla - Cabane des Dix - Cabane Aiguilles Rouges - Cabane des Vignettes - Refuge des Bouquetins - Cabane de Bertol - Cabane de la Dent Blanche - Bivouac du Col de la Dent Blanche - Cabane de Moiry - Cabane du Grand Mountet - Cabane d'Arpitettaz - Schalijochbiwak - Cabane de Tracuit - Turtmannhütte - ArbenBiwak - Rothornhütte - Berggasthaus - Weisshornhütte - Topalihütte - Schönbielhütte - Refuge Solvay - Hörnlihütte - Gandegghütte - Cabane du Mont Rose - Täschhütte - Mischabeljochbiwak - Mischabelhütte - Kinhütte - Dornhütte - Bordierhütte - Weissmieshütte - Berghütte Hohsaas - Almagellerhütte - Laggin Biwak - Monte-Leone-Hütte - Bortelhütte - Binnalhütte

### Vaud
- Cabane de La Videmanette - Cabane de la Plaigne (privée)
- Cabane des Diablerets - Refuge de Pierredar - Refuge Giacomini - Cabane Barraud (privée) - Cabane de Plan Névé - Cabane de la Tourche

### Uri
- Albert-Heim-Hütte